# ADPCM
ADPCM (ang. Adaptive Differential Pulse-Code Modulation) – adaptacyjna różnicowa modulacja kodowo-impulsowa, która jest metodą stratnej kompresji cyfrowego zapisu dźwięku. W przypadku sygnału analogowego musi najpierw nastąpić jego próbkowanie i zapis w postaci cyfrowej PCM. Realizowane jest to w celu zmniejszenia ilości danych potrzebnych do zapisu dźwięku i umożliwienia ich transmisji przez kanał o przepustowości od 16 do 32 kb/s.
Metoda ta jest odmianą różnicowej modulacji kodowo-impulsowej (DPCM) stosującą zmienny rozmiar kroku kwantyzacji, co pozwala na dodatkowe zwiększenie stopnia kompresji danych reprezentujących dźwięk. W przypadku metody DPCM zamiast samych wartości próbek dźwięku (jak w metodzie PCM) zapisuje się tylko różnice pomiędzy kolejnymi wartościami – jest to tzw. technika predykcyjna (prognozująca) wykorzystująca fakt, że w poszczególnych sekwencjach sygnał dźwiękowy z reguły zmienia się nieznacznie, wystarczy więc zakodować jedynie jego różnice. Natomiast w ADPCM początkowo następuje adaptacja wartości do statystyk sygnału zwykle polegająca jedynie na zastosowaniu adaptacyjnego współczynnika skali przed kwantyzacją różnicy w enkoderze DPCM, w wyniku czego liczba bitów informacji o zmianie jest automatycznie dopasowywana do bieżących potrzeb.
Dzięki metodzie ADPCM można na pojedynczej płycie CD-ROM zapisać około 16 godzin muzyki (z akceptowalną utratą jakości dźwięku), w odróżnieniu od 74 minut w przypadku zapisu standardowego CD-Audio (pomijając już fakt, że w standardowym formacie CD-Audio można zapisać ok. 807 MB danych, natomiast w formacie CD-ROM tylko ok. 703 MB – co wynika z wymogu umieszczenia na tym ostatnim dodatkowych danych służących do detekcji i korekcji błędów odczytu). 
ADPCM jest często używana jako technika do kodowania mowy i wykorzystywana w standardzie kompresji dźwięku G.726 w telefonii VoIP.